# Rich Moore
Pour les articles homonymes, voir Moore.
Rich Moore, né le 10 mai 1963 à Oxnard, Californie, est un directeur d'animation américain et un partenaire de la compagnie Rough Draft Studios, Inc., dans lequel il est vice-président dans le domaine de la création (« vice president of creative affairs »).

## Filmographie

### Comme réalisateur

#### PourLes Simpson
Moore était l'un des trois réalisateurs originaux de la série (avec David Silverman et Wes Archer). Il a réalisé 17 épisodes entre 1990 et 1993 répartis entre les saisons 1 à 5. Il fut aussi un réalisateur de séquences pour le film.
| Année | Titre                                             | Titre original                                      | Saison | Épisode | Scénariste                                      |
| ----- | ------------------------------------------------- | --------------------------------------------------- | ------ | ------- | ----------------------------------------------- |
| 1990  | Bart a perdu la tête                              | The Telltale Head                                   | 1      | 8       | Al Jean, Mike Reiss, Matt Groening et Sam Simon |
| 1990  | L'Odyssée d'Homer                                 | Homer's Night Out                                   | 1      | 10      | Jon Vitti                                       |
| 1990  | Simpson et Delila                                 | Simpson and Delilah                                 | 2      | 2       | Jon Vitti                                       |
| 1990  | Simpson Horror Show (segment Les Damnés ont faim) | Treehouse of Horror (segment Hungry are the Damned) | 2      | 3       | Jay Kogen & Wallace Wolodarsky                  |
| 1990  | Mini golf, maxi beauf                             | Dead Putting Society                                | 2      | 6       | Jeff Martin                                     |
| 1991  | Tu ne déroberas point                             | Homer vs. Lisa and the 8th Commandment              | 2      | 13      | Steve Pepoon                                    |
| 1991  | Mon prof, ce héros au sourire si doux             | Lisa's Substitute                                   | 2      | 19      | Jon Vitti                                       |
| 1991  | Mon pote Michael Jackson                          | Stark Raving Dad                                    | 3      | 1       | Al Jean & Mike Reiss                            |
| 1991  | Le Petit Parrain                                  | Bart the Murderer                                   | 3      | 4       | John Swartzwelder                               |
| 1991  | Un cocktail d'enfer (co-réalisé avec Alan Smart)  | Flaming Moe's                                       | 3      | 10      | Robert Cohen                                    |
| 1992  | L'enfer du jeu                                    | Lisa the Greek                                      | 3      | 14      | Jay Kogen & Wallace Wolodarsky                  |
| 1992  | Le Retour du frère prodigue                       | Brother, Can You Spare Two Dimes?                   | 3      | 24      | John Swartzwelder                               |
| 1992  | Un tramway nommé Marge                            | A Streetcar named Marge                             | 4      | 2       | Jeff Martin                                     |
| 1992  | Itchy & Scratchy, le film                         | Itchy & Scratchy: The Movie                         | 4      | 6       | John Swartzwelder                               |
| 1993  | Le Monorail                                       | Marge vs. the Monorail                              | 4      | 12      | Conan O'Brien                                   |
| 1993  | Le Roi du dessin animé                            | The Front                                           | 4      | 19      | Adam I. Lapidus                                 |
| 1993  | Lac Terreur                                       | Cape Feare                                          | 5      | 2       | Jon Vitti                                       |

#### Autres
- 2000 : Baby Blues (Baby Blues) (série télévisée)
- 2004 : Hare and Loathing in Las Vegas
- 2005 : Dancing Pepé
- 2005 : Daffy Contractor
- 2005 : What's Hip, Doc?
- 2005 : Beach Bunny
- 2005 : Baseball Taz
- 2005 : Badda Bugs
- 2005 : Scheme Park
- 2005 : Reaper Madness
- 2005 : Guess Who's Coming to Meet the Parents
- 2005 : Executive Tweet
- 2005 : Duck Suped
- 2005 : Deep Sea Bugs
- 2005 : Slacker Quacker
- 2012 : Les Mondes de Ralph
- 2016 : Zootopie avec Byron Howard et Jared Bush
- 2019 : Ralph 2.0 avec Phil Johnston

Comme acteur
- 1993 : Inland Empire : Harper Brackman
- 1986 : Snookles : Voice
- 1986 : Bring Me the Head of Charlie Brown : Charlie Brown / Narration (voix)

## Récompenses
- 2012 : Prix du meilleur film d'animation au National Board of Review Awards pour Les Mondes de Ralph
- 2012 : Prix du meilleur film d'animation au St. Louis Film Critics Association Awards pour Les Mondes de Ralph
- 2012 : Meilleur film d'animation au Phoenix Film Critics Society Awards pour Les Mondes de Ralph
- 2012 : Meilleur film d'animation au Austin Film Critics Association Awards pour Les Mondes de Ralph
- 2013 : Meilleur film d'animation au Houston Film Critics Society Awards pour Les Mondes de Ralph